# Коновалов, Николай Павлович
Никола́й Па́влович Конова́лов (род. 5 января 1950 в селе Парфёновское, Красноярский край) — солист оперы Челябинского театра оперы и балета, заслуженный артист России (1997).

## Биография
Родился 5 января 1950 года в селе Парфёновское Красноярского края).
- 1973 — окончил Барнаульское музыкально-педагогическое училище;
- 1982 — окончил Новосибирскую консерваторию, класс заслуженного артиста РСФСР Н. Т. Дмитриенко.

### Творчество
Певец; певческий голос: тенор.

Николай Павлович был артистом хора Новосибирского оперного театра; затем — солистом-вокалистом эстрадного ансамбля «Сибирский сувенир» (1974—1975 гг.).

С 1982 — солист Челябинского театра оперы и балета.

В репертуаре певца партии:
- графа Альмавивы («Севильский цирюльник», Дж. Россини),
- Неморино («Любовный напиток», Г. Доницетти),
- Трике («Евгений Онегин», П. И. Чайковский),
- Ленского («Евгений Онегин», П. И. Чайковский),
- Водемона («Иоланта», П. И. Чайковский),
- Рудольфа («Богема», Дж. Пуччини),
- Берендея («Снегурочка», Н. Римский-Корсаков),
- Арлекина, Беппо («Паяцы», Р. Леонкавалло),
- Альфреда («Летучая мышь», И. Штраус),
- Курцио («Свадьба Фигаро», В.-А. Моцарт),
- герцога Мантуанского («Риголетто», Дж. Верди)
- и др.

В январе 2000 года состоялся бенефис актёра.

## Награды
- Николай Павлович Коновалов — лауреат международных конкурсов вокалистов:
  - 1996 — Италия;
  - 1999 — Германия.
- 1997 — заслуженный артист России.